# Moscow Interbank Currency Exchange
Micex (Moscow Interbank Currency Exchange, Московская межбанковская валютная биржа) var en rysk aktiebörs i Moskva som grundades 1992. Den var med sina cirka 600 noterade företag Rysslands ledande börs för aktier och företagsobligationer.
Micexs index var tillsammans med RTS-index det aktieindex som användes för att spegla den ryska marknaden.
2011 gick Micex och RTS ihop och bildade Moskvabörsen.